# KISS (アナログフィッシュのアルバム)
『KISS』（キッス）は、日本のロックバンド、アナログフィッシュのアルバム。
2005年9月21日、エピックレコードジャパンよりリリース。

## 概要
- メジャーデビュー後初のフルアルバム。

## 収録曲
1. リー・ルード (3:37)
（作詞：下岡晃）
2. スピード (3:11)
（作詞：アナログフィッシュ）
先行シングル曲。
3. Hello (!!!?mix) (4:01)
（作詞：下岡晃）
ミニアルバム「Hello Hello Hello」収録曲のアルバムバージョン。
4. いつのまにか (4:34)
（作詞：佐々木健太郎）
PVが制作されている。
5. Town (6:06)
（作詞：下岡晃）
本作のリード・ナンバー。PVも制作されている。
6. 処刑台に立って (5:17)
（作詞：佐々木健太郎）
7. BGM (!!!!!?mix) (4:31)
（作詞・作曲：下岡晃）
ミニアルバム「BGM?」収録曲のアルバムバージョン。
8. 月の花 (3:32)
（作詞：佐々木健太郎）
シングル「スピード」カップリング曲。
9. ハーメルン (4:12)
（作詞：下岡晃）
10. Queen (4:25)
（作詞：下岡晃）
11. 僕ったら (5:21)
（作詞：佐々木健太郎）
12. ナイトライダー2 (6:59)
（作詞：下岡晃）

全作曲・編曲：アナログフィッシュ